# Diocesi di Tituli di Proconsolare
La diocesi di Tituli di Proconsolare (in latino Dioecesis Titulana in Proconsulari) è una sede soppressa e sede titolare della Chiesa cattolica.

## Storia
Tituli di Proconsolare, identificabile con Henchir-Madjouba nell'odierna Tunisia, è un'antica sede episcopale della provincia romana dell'Africa Proconsolare, suffraganea dell'arcidiocesi di Cartagine.
Sono tre i vescovi documentati di Tituli di Proconsolare. Alla conferenza di Cartagine del 411, che vide riuniti assieme i vescovi cattolici e donatisti dell'Africa romana, presero parte il cattolico Cresconio e il donatista Vittore. Crescituro partecipò al sinodo riunito a Cartagine dal re vandalo Unerico nel 484, in seguito al quale venne esiliato.
Dal 1933 Tituli di Proconsolare è annoverata tra le sedi vescovili titolari della Chiesa cattolica; la sede è vacante dal 16 dicembre 2024.

## Cronotassi

### Vescovi
- Cresconio † (menzionato nel 411)
  - Vittore † (menzionato nel 411) (vescovo donatista)
- Crescituro † (menzionato nel 484)

### Vescovi titolari
- Paul Kinam Ro † (23 marzo 1967 - 10 marzo 1971 dimesso)
- Pierre-Antonio-Jean Bach, M.E.P. † (28 giugno 1971 - 26 giugno 2020 deceduto)
- Daniele Salera (27 maggio 2022 - 16 dicembre 2024 nominato vescovo di Ivrea)